# Romersk-katolska kyrkan i Sverige
Romersk-katolska kyrkan i Sverige är en del av Romersk-katolska kyrkan, och utgörs formellt av ett stift och 44 församlingar. Under 2020 betjänade Romersk-katolska kyrkan i Sverige 125 287 personer. Stiftsbiskop med ansvar för kyrkans verksamhet i stiftet är sedan 1998 kardinal Anders Arborelius. Utöver församlingarna finns även ett stort antal kapell, samt 17 nationella missioner som bedriver verksamhet på andra språk. Romersk-katolska kyrkan i Sverige är del av den Nordiska biskopskonferensen.
Den katolska kyrkan etablerades i Sverige från 800-talet och framåt, men efter reformationen i Sverige på 1500-talet ombildades kyrkan i Sverige till en evangelisk-luthersk kyrka med starka band till statsmakten. Samfund som stod i kyrkogemenskap med påven i Rom accepterades inte längre, och inte heller utövare av den trosinriktningen. Så småningom etablerades dock den romersk-katolska kyrkan i Sverige, stegvis och i hög grad via invandrare och diplomater stationerade i Sverige som var romersk-katolska trosbekännare.
År 1781 infördes toleransediktet som gav utländska romerska katoliker som flyttat till Sverige rätt att ha egna kyrkor och uppfostra sina barn romersk-katolskt. En apostolisk vikarie tillsattes för ledningen av arbetet i Sverige. Sedan 1873 har det varit tillåtet även för svenska medborgare att tillhöra romersk-katolska kyrkan, utan att riskera utvisning. Genom 1951 års lag om religionsfrihet togs de sista lagreglerna som begränsade rättigheter för katoliker togs bort, och år 1953 inrättades Stockholms katolska stift.

## Historik

### Tidigmoderna tiden
Efter reformationen skickade romersk-katolska kyrkan in representanter illegalt i landet och utbildade utomlands svenskar till romersk-katolska präster (vilka dock aldrig kunde verka i Sverige), allt i försök att få svenskarna att återgå till kyrkogemenskap med påvestolen. Kung Johan III inbjöd en norsk jesuit, Laurentius Nicolai Norvegus, kallad "Klosterlasse", som vistades i Sverige 1576–1580. Senare under perioden kom flera ytterligare jesuiter som drev teologisk utbildning på Riddarholmen. Johan III tog några gånger emot romersk-katolsk kommunion och förde allvarliga förhandlingar med Rom om att kyrkan i Sverige åter skulle ställas under påven, något som bland annat föll på att Rom inte ville ge efter för kungens vilja att behålla vissa seder och bruk som införts under reformationen. Efter Sigismunds trontillträde kom en stor mängd romerska katoliker till Sverige, vilka dock utvisades efter att hertig Karl tagit makten. Drottning Kristina hade romersk-katolska präster som samtalspartner vid hovet, men hennes konversion ägde rum först efter att hon frivilligt hade abdikerat och lämnat landet.
Några decennier in på 1600-talet gavs det laglig rätt för ambassadörer från romersk-katolska länder och deras husfolk att utöva sin tro, liksom för visst krigsfolk och viktiga köpmän som var romerska katoliker och uppehöll sig i Sverige. Omedelbart började även invandrare från romersk-katolska länder i smyg delta i legationernas gudstjänster. För svenska konvertiter gällde dock dödsstraff om de avslöjades. År 1624 avrättades till exempel borgmästaren Zackarias Anthelius och den kunglige sekreteraren Georg/Göran Behr/Bähr, kallad "Ursinius", för att de konverterat till den romerska katolicismen och vägrade avsvära sig sin tro. På 1670-talet verkade jesuiten Johannes Sterck i Sverige. Han var ursprungligen legationspräst, men när ambassadören han tjänade dog stannade han och började istället missionera. Slutligen dömdes han till döden, men benådades och utvisades.

### Upplysningen och modernismen
På 1720-talet bjöds en större mängd romersk-katolska textilarbetare, främst från Tyskland, in till Sverige och man blev tvungen att ge dem en begränsad religionsfrihet. Även de fick rätt att besöka legationskapellen och fira mässan där, om det skedde diskret och bakom lyckta dörrar; därmed utvecklade sig legationskapellen till regelrätta församlingar. Det är från denna tid begreppet främmande trosutövare används om romerska katoliker.
År 1781 infördes toleransediktet som gav utländska romerska katoliker som flyttat till Sverige rätt att ha egna kyrkor och uppfostra sina barn romersk-katolskt. En apostolisk vikarie tillsattes för ledningen av arbetet i Sverige.
Sedan 1873 har det varit tillåtet även för svenska medborgare att tillhöra romersk-katolska kyrkan, utan att riskera utvisning. De medborgerliga rättigheterna var dock inskränkta. De sista diskriminerande lagarna togs bort 1951; fram till dess var det förbjudet för romerska katoliker att utbilda sig och arbeta som lärare, sjuksköterska eller läkare. Under 1900-talet har invandringen av romersk-katolska trosbekännare ökat.

## Stockholms katolska stift

Vapen för Stockholms katolska stift.

Stockholms katolska stift, som omfattar hela Sverige etablerades 1953 och har drygt 128 000 medlemmar (2022) (från omkring 84 000 medlemmar i december 2006) och är därmed en av Sveriges största kyrkor. År 1998 fick katolikerna i Sverige sin förste svenskfödde biskop, Anders Arborelius, sedan reformationen. Stiftets katedral är Sankt Eriks katolska domkyrka som är belägen på Södermalm i Stockholm. Katolska domkyrkoförsamlingen i Stockholm har drygt 8 500 medlemmar. Under de senaste åren har antalet människor i Sverige som valt att konvertera till romersk-katolska kyrkan ökat.
Svenska blivande präster utbildas vid Sankt Sigfrids prästseminarium i Uppsala och de akademiska studierna sker vid Newmaninstitutet. En del av studierna fullgörs vid något av de påvliga universiteten i Rom. Utbildningen tar normalt totalt sju år och omfattar studier i filosofi och teologi, praktiskt pastoralt arbete samt andlig och liturgisk formering.
År 1934 grundades stiftets officiella ungdomsorganisation, Sveriges Unga Katoliker (SUK).

## Namnfrågan i Sverige
Romerska katoliker i de flesta länder kallar sitt samfund för "katolska kyrkan". Så gjorde de även i Sverige fram till senaste sekelskiftet, men när svenska samfund fick en ny rättslig status år 2000 och de stiftelser som dittills juridiskt byggt upp den katolska kyrkan i Sverige upplöstes, så förlorade kyrkan rätten till namnet. Stiftet hade ansett det så självklart att kyrkan hette katolska kyrkan att man aldrig hade skyddat namnet, men flera små samfund, bland andra Liberalkatolska kyrkan och Gammelkatolska kyrkan, motsatte sig att någon skulle få kalla sig bara katolska kyrkan.
Lösningen blev att göra som i Storbritannien där man länge talat om "roman catholics" för att inte sammanblanda med den anglikanska högkyrkligheten som ofta kallats anglokatoliker. Därför är kyrkans formella namn i Sverige "Romersk-katolska kyrkan". I dagligt tal används dock oftast Katolska kyrkan som begrepp, såväl på samfundets hemsida som i trycksaker.